# 津市立成美小学校

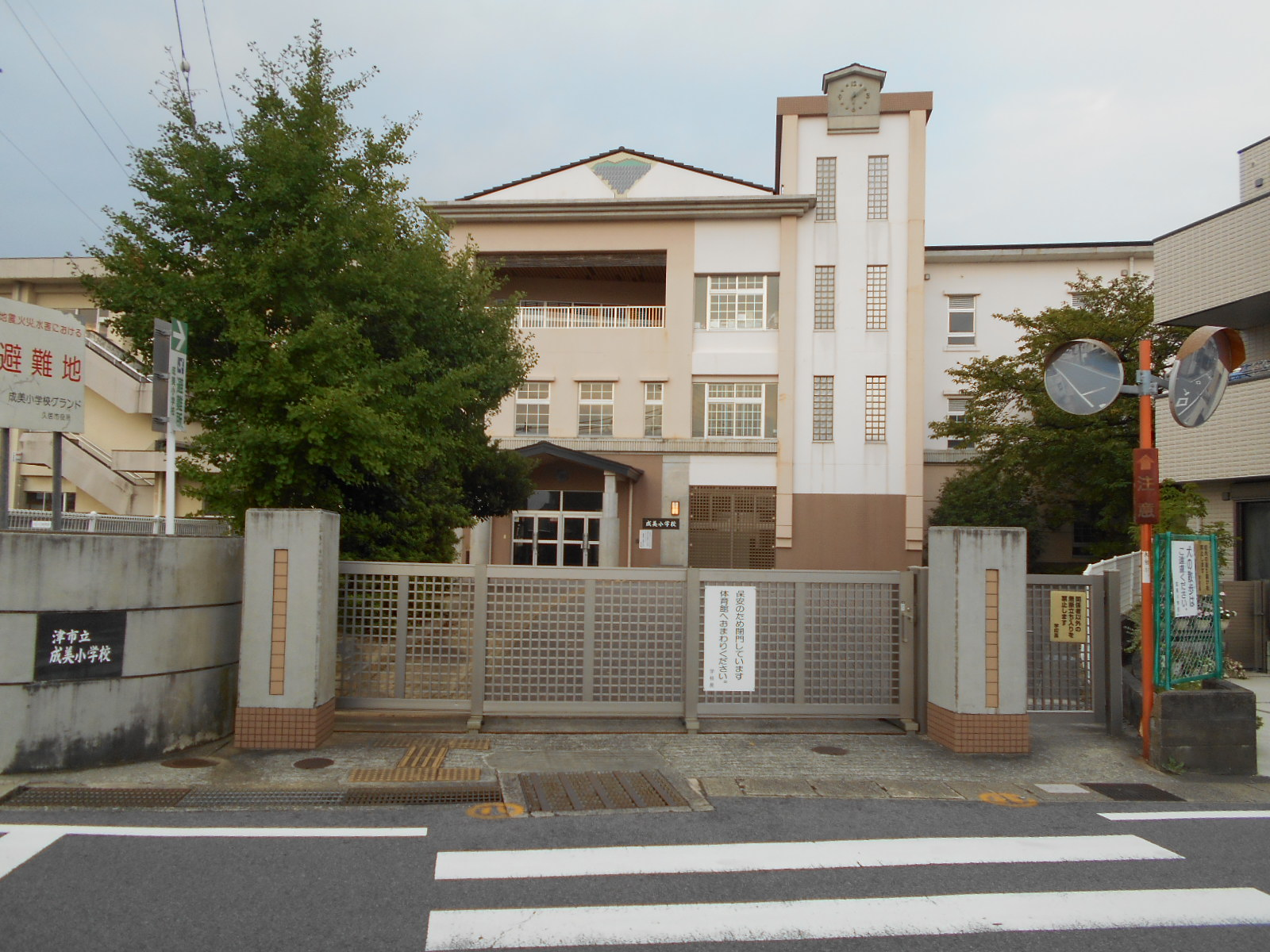
津市立成美小学校

津市立成美小学校（つしりつせいびしょうがっこう）は、三重県津市にある公立小学校。最寄り駅は近鉄久居駅。創立記念日は10月8日。

## 沿革
- 1874年10月8日 - 本村学校を創設し、本村、小戸木、川方、新家の5ケ村を学区に指定。
- 1885年7月 - 本村、桃園をもって学校組合立とする。本校は立成尋常高等小学校。
- 1886年4月 - 本村尋常小学校。
- 1896年5月14日 - 立成尋常小学校と改称。
- 1931年3月31日 - 本村と久居町の合併により、立成尋常小学校は廃校。
- 1931年4月1日 - 久居第二尋常小学校と改称。
- 1937年3月7日 - 久居町密柑山に校舎移転改築。
- 1937年9月1日 - 学校編成替により4校区の児童を収容。
- 1941年4月1日 - 国民学校令により、久居町成美国民学校と改称。
- 1943年4月1日 - 学区編成替により、新町三丁目、寺町、北口の児童を収容。
- 1947年4月1日 - 学校教育法の施行により、久居町立成美小学校と改称。
- 1948年4月1日 - 学区編成替により、新町一丁目、井戸山、明神町の児童を収容。
- 1970年8月1日 - 市制施行に伴い久居市立成美小学校と改称。
- 1972年4月1日 - 立成小学校分離。
- 1974年10月7日 - 創立百周年記念式典行事挙行。
- 1985年5月1日 - 県・市教育委員会の教育研究推進校指定。
- 1987年4月1日 - 市教育研究推進校指定。
- 1991年5月1日 - 市教育委員会の教育研究推進校指定。
- 1994年10月 - 創立百二十周年記念事業。
- 2001年10月5日 - 第1棟校舎竣工式。
- 2006年1月1日 - 合併により「津市立成美小学校」となる。